# Chlorophorus alni
Chlorophorus alni là một loài bọ cánh cứng trong họ Cerambycidae.